# The Naked Ape
The Naked Ape (El simi nu, en català) és un llibre de divulgació científica publicat el 1967 pel zoòleg i etòleg britànic Desmond Morris que estudia les característiques animals que fan peculiar a l'espècie humana. A aquest llibre el va seguir el 1969 The Human Zoo (El zoològic humà), en el qual examina el comportament humà en les ciutats, comparant-lo amb el comportament dels animals dels zoològics. The Naked Woman: A Study of the Female Body (La dona nua) es va publicar el 2004, basat en el gran interès de l'autor per les idees feministes.

## Sumari
El llibre descriu que el comportament humà en gran part evolucionar per poder fer front als canvis de la vida prehistòrica com a caçadors-recol·lectors.
En els primers capítols, Desmond Morris descarta l'ús de tècniques psicològiques, arqueològiques i sociològiques per al seu estudi de l'ésser humà i fa una crítica d'aquestes. Després, fa un estudi de la conducta humana i tracta d'explicar des d'un punt de vista estrictament zoològic, cobrint els aspectes sexuals, socials, de criança, alimentació i altres. Tot el llibre es refereix a l'ésser humà com si es tractés d'una espècie acabada de descobrir, tractant d'evitar, tant com sigui possible, el fet que ha estat escrit per un humà.
El títol prové del fet que, segons la tradició zoològica, el descobriment d'una nova espècie tendeix a ser nomenada de manera que reflecteixi el més evident d'ella i, a primera vista, un exemplar de l'espècie humana llueix, a diferència de les altres espècies de primats, com un simi sense pèl. Morris analitza les possibles causes d'aquesta manca de pèl. El llibre ha estat traduït a 23 idiomes.